# Готель Коллінгфіорд

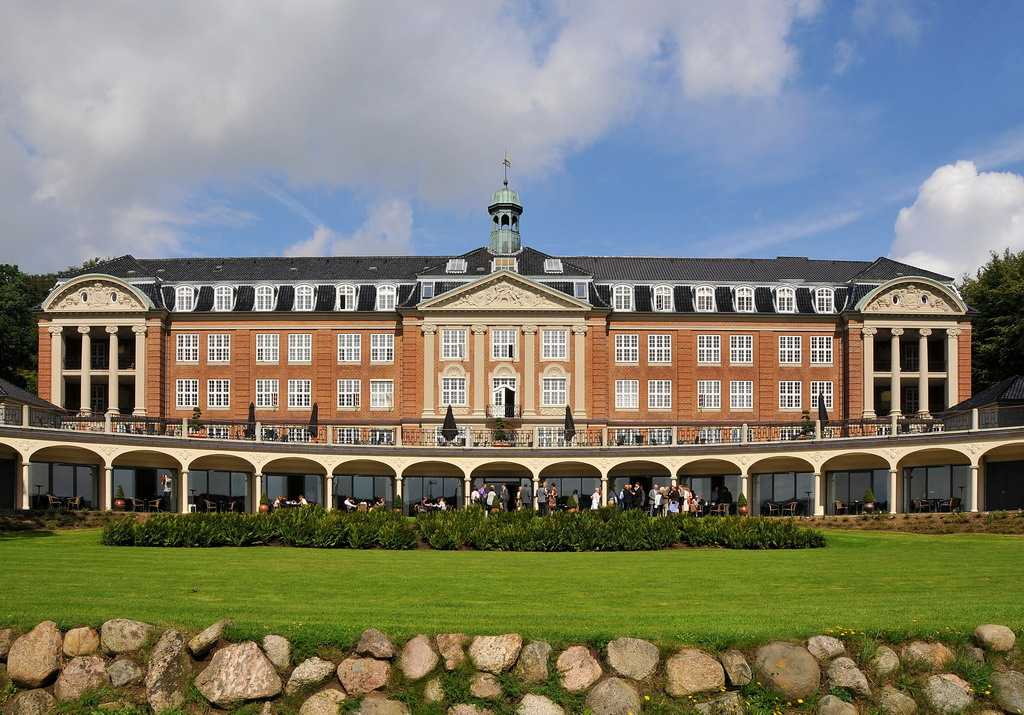
Готель Коллінгфіорд

Готель Коллінгфіорд (дан. Hotel Koldingfjord) — готель і конференц-центр, розташований на північному боці Коллінг-фіорду поблизу Коллінга, Данія.

## Історія
Спочатку це був перший із серії санаторіїв, побудованих на гроші, зібрані від продажу різдвяних віньєток. Будівництво почалося 1906 року, а відкрився заклад 1911 року. 1933 року його розширено. До 1960 року в Данії ліквідовано туберкульоз, а будівлі перетворили на будинок для розумово неповноцінних дітей. 1983 року установу закрито, після чого будівлі залишилися порожніми до 1987 року, коли майно продали будівельній фірмі Isleff. Вони відремонтували будівлі за сприяння архітекторів Вільгельма Лаурітцена та Йоргена Стермозе, і 1990 року відкрито готель.